# Gruhno

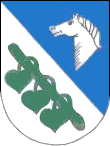
Ortswappen

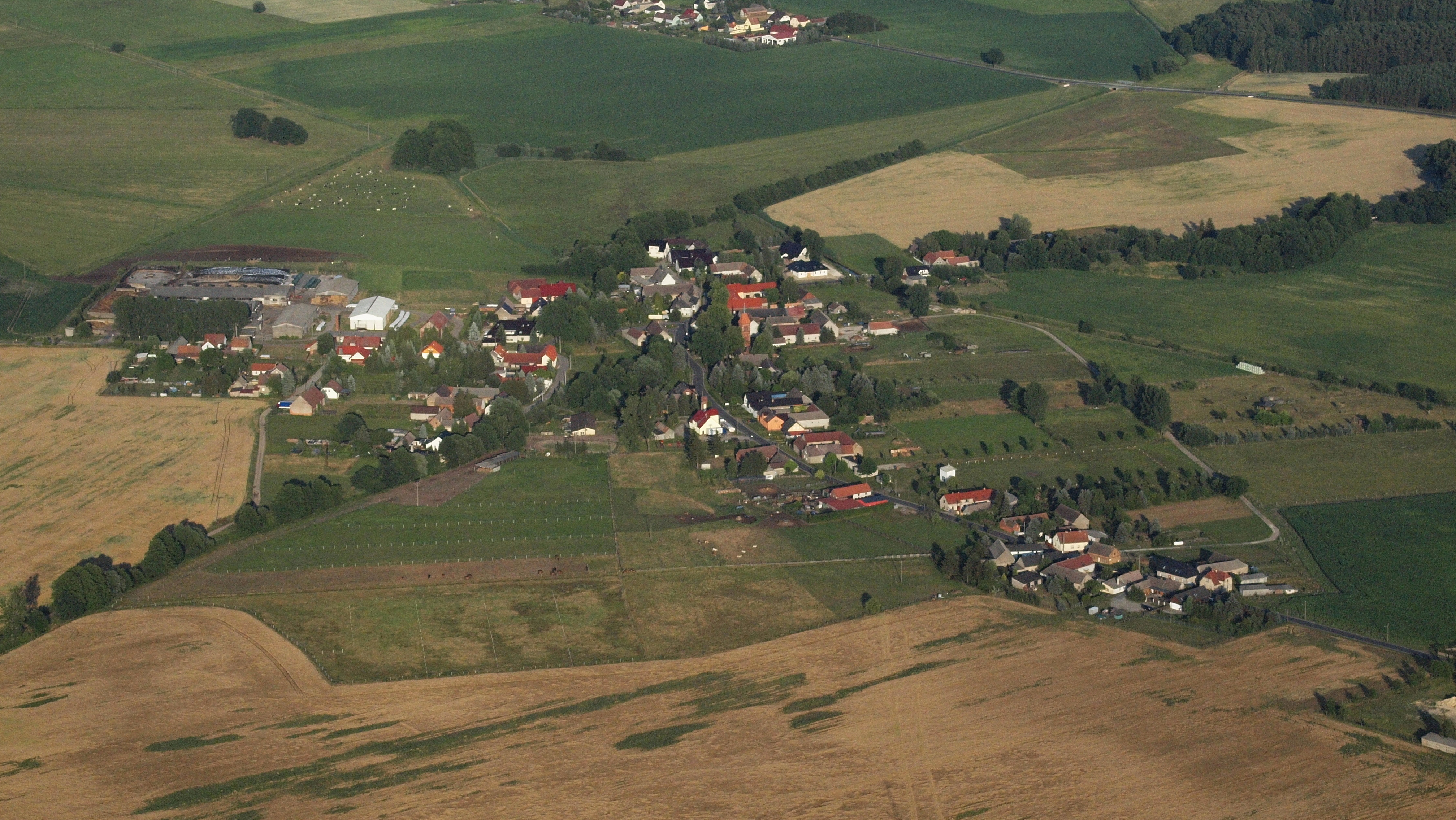
Gruhno, Luftaufnahme (2015)

 Gruhno (niedersorbisch Grunow) ist mit 107 Einwohnern (Stand: 2020) seit dem 27. September 1998 ein Ortsteil der brandenburgischen Gemeinde Schönborn im Landkreis Elbe-Elster. Er liegt 6 km südwestlich der Stadt Doberlug-Kirchhain im Naturpark Niederlausitzer Heidelandschaft und hat eine Gemarkungsfläche von 5,2 km².

## Geschichte

Gruhno auf einer geschichtlichen Karte des Kreises Liebenwerda (1910).

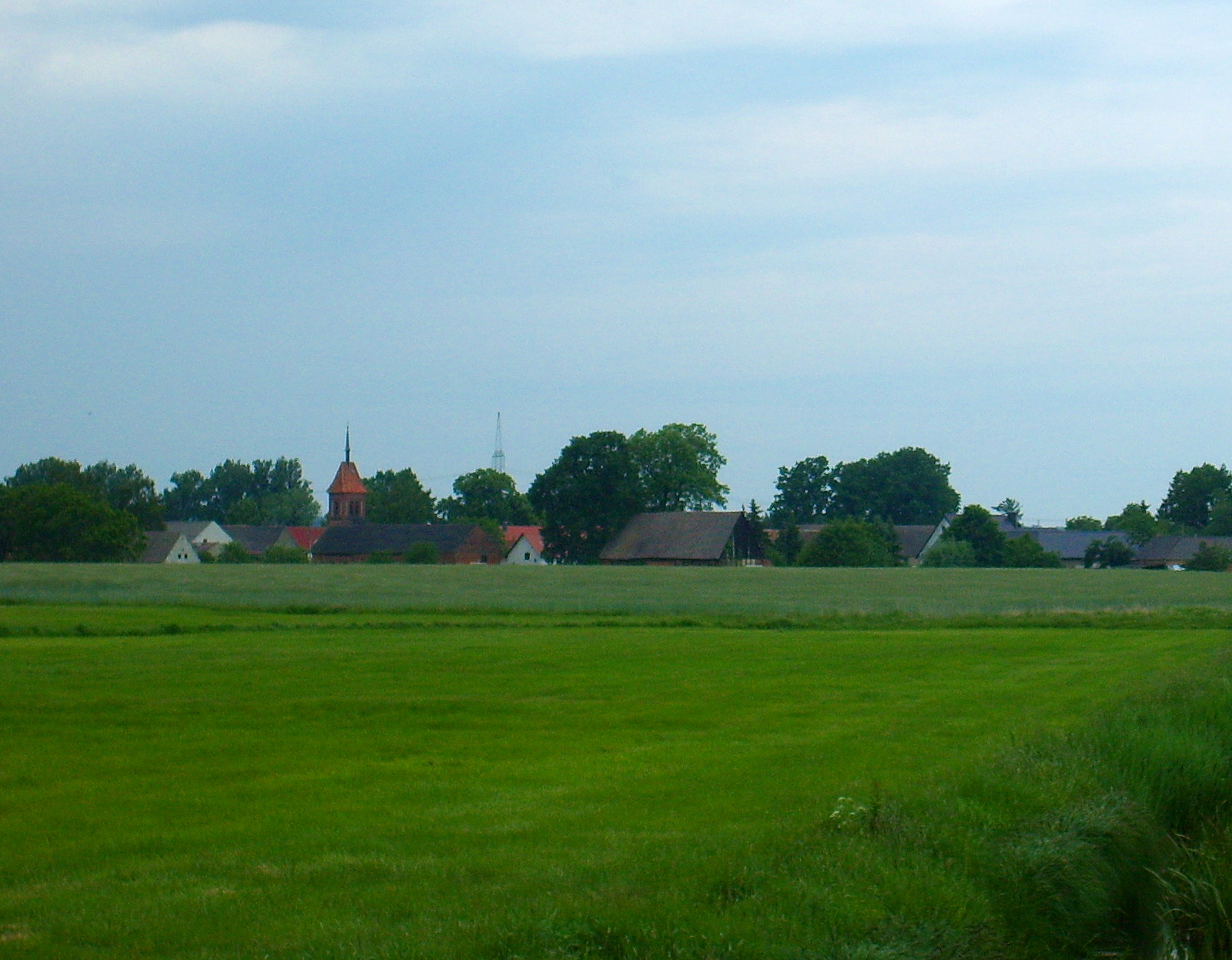
Gruhno

### Die Entstehung des Ortes und seine urkundliche Ersterwähnung
Gruhno entstand vermutlich zwischen 1200 und 1231, dem Jahr der urkundlichen Ersterwähnung des Ortes, im Zuge des
hochmittelalterlichen Landesausbaus als eine neue Ortsgründung des Klosters Dobrilugk. Im Jahr 1541 ließ Kurfürst Johann Friedrich von Sachsen das zu Böhmen gehörende Kloster besetzen. Mit der Säkularisation kam der Ort unter adlige Herrschaft. In der zweiten Hälfte des 16. Jahrhunderts wurde in Gruhno ein als Rittersitz bezeichnetes Anwesen erbaut, das später als königliches Vorwerk bestand. Dessen Auflösung und der Abriss der Gebäude fand im Jahre 1823 statt.
Durch den Ort führten zwei wichtige Verbindungsstraßen, die Poststraße von Berlin nach Dresden sowie die Frankfurter Fuhrstraße. Die Gastwirtschaft, die auch Postkutschenwechselstation war, wurde bereits im Jahre 1607 erwähnt. Auf einer um 1630 von Balthasar Zimmermann erstellten Flurkarte ist eine Wassermühle eingezeichnet und als „Greger Richters Mülichen 1 gangk“ benannt. Diese Mühle stand an derselben Stelle wie die letzte Wassermühle, die noch bis Ende der 1940er Jahre als „Wasser-Mahl und Oelmühle“ in Betrieb war. 1985 wurden die Mühlengebäude abgerissen.

### Die Dorfschule
Ein erstes eigenes Schulhaus erbaute man in Gruhno im Jahre 1803. Die Gruhnoer Kinder, die vorher die Schule in Friedersdorf besuchten, konnten nun im Ort unterrichtet werden. Seit 1866 existieren Schülerverzeichnisse und 1888 beginnen die Aufzeichnungen der Schulchronik. Nach dem Abriss des ersten Schulhauses im Jahre 1875 fand 1876 der Bau des zweiten Schulgebäudes statt. Mit Abschaffung des Mehrstufenunterrichts erhielten die Gruhnoer Schüler ab 1967 wieder in anderen Orten Unterricht und die hiesige Schule wurde als Hilfsschule genutzt. Am 4. Juli 1970 wurde der Schulbetrieb gänzlich eingestellt.

### Veränderungen im 20. Jahrhundert

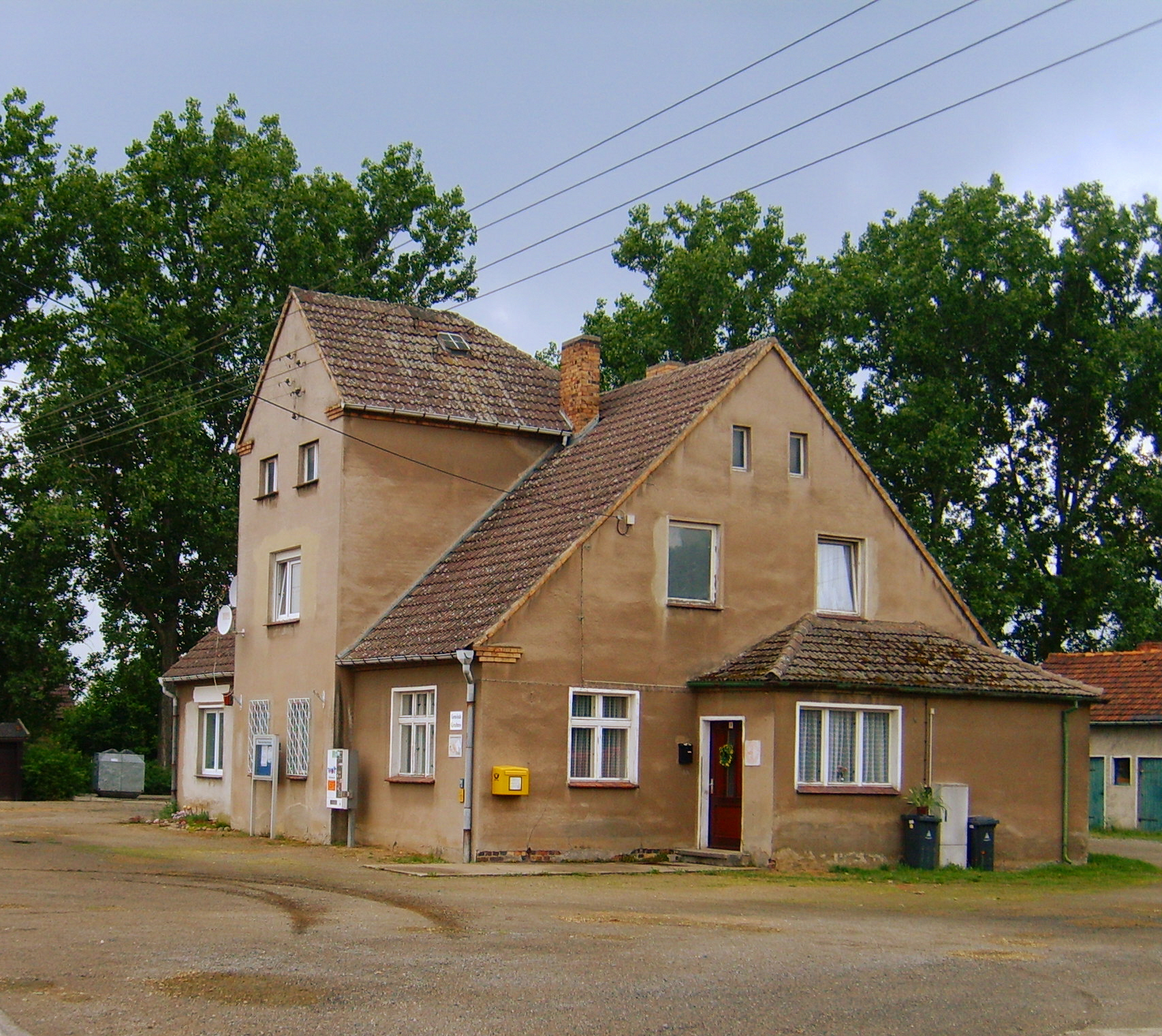
Gemeindehaus

Am 27. Juli 1925 konnte Gruhno an das Elektrizitätsnetz angeschlossen werden. Das erste elektrische Licht gab es in der Schule. Eine erste Fernsprechanlage wurde 1926 installiert. Der Bau des Gemeindehauses begann 1954. Dieses Gebäude konnte 1958 seinem Zweck übergeben werden, obwohl sich die Fertigstellung noch bis Anfang der 1960er Jahre verzögerte. Die Befestigung der Dorfstraße erfolgte 1968, der Anschluss an das öffentliche Trinkwassernetz im Jahre 1975.
Die bedeutendste Veränderung für die Bauern bestand in der Gründung der Landwirtschaftlichen Produktionsgenossenschaft (LPG). Nachdem sich Ende der 1950er Jahre zunächst nur drei Bauern zu einer LPG zusammengeschlossen hatten, fand 1960 zwangsweise die Gründung der LPG Typ I statt. 1963 kam es zum Zusammenschluss mit der LPG Typ III Oppelhain und in den Folgejahren wurden in Gruhno ein Technikstützpunkt der LPG sowie ein 100er, ein 200er und ein 300er Milchviehstall gebaut. Die Anlagen werden heute von der Agrargenossenschaft Oppelhain betrieben.
Seit Juli 1992 gehört Gruhno zum Amt Elsterland. Das heutige Wappen des Dorfes wurde im Juni 1994 eingeführt. Auf früheren Dorfsiegeln war stets ein Baum dargestellt.

### Bevölkerungsentwicklung
Das älteste bekannte Namensverzeichnis von Gruhnoer Dorfbewohnern stammt aus dem Jahre 1534. Dort werden jedoch nur, entsprechend der Anzahl der Gehöfte, die abgabenpflichtigen Bauern (18) und Kleinbauern (5) genannt. Die tatsächliche Einwohnerzahl mit der Zahl der Familienmitglieder und sonstigen Bewohner ist nicht bekannt. Seit der Separation, die in Gruhno für die Jahre 1845 bis 1856 belegt ist, bis zum Beginn der 1940er Jahre hatte Gruhno durchschnittlich 240 Einwohner auf 42 Gehöften.
| 1875 | 257 |  | 1946 | 275 |  | 1989 | 146 |  | 1995 | 140 |
| 1890 | 252 |  | 1950 | 273 |  | 1990 | 139 |  | 1996 | 142 |
| 1910 | 254 |  | 1964 | 267 |  | 1991 | 143 |  | 1997 | 141 |
| 1925 | 256 |  | 1971 | 183 |  | 1992 | 140 |  |      |     |
| 1933 | 230 |  | 1981 | 164 |  | 1993 | 139 |  |      |     |
| 1939 | 221 |  | 1985 | 150 |  | 1994 | 135 |  |      |     |

## Kultur und Sehenswürdigkeiten

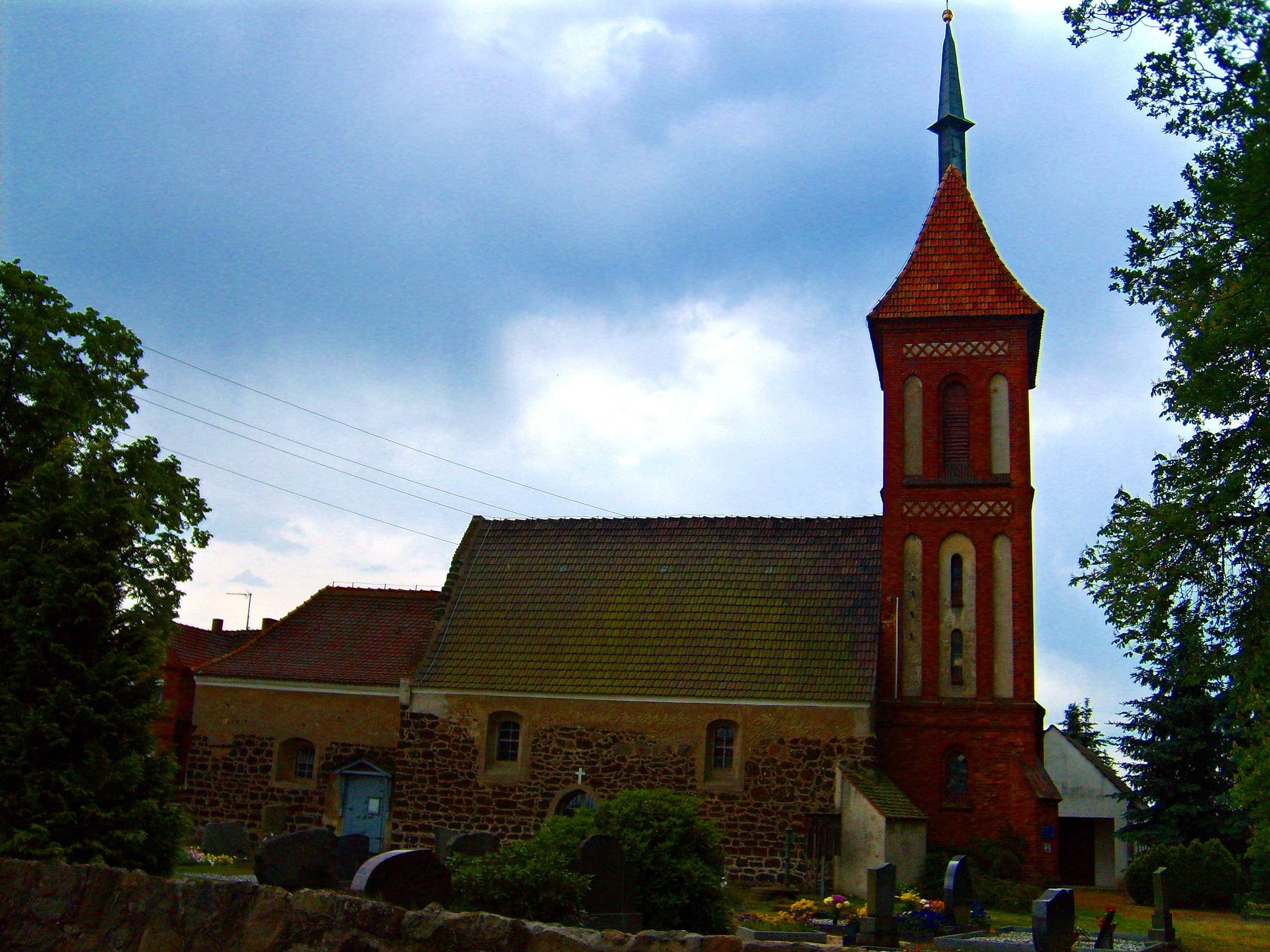
Dorfkirche

Bei der unter Denkmalschutz stehenden Gruhnoer Kirche handelt es sich um einen aus dem 13. Jahrhundert stammenden Saalbau aus Raseneisenstein. Diese befindet sich vom örtlichen Friedhof umgeben im Ortszentrum des Ortes. Westlich des Schiffs befindet sich ein neugotischer Kirchturm, der erst im Jahre 1885 aus Backstein entstanden ist. Im Inneren des im Langhaus und Chor mit einer Holzbalkendecke versehenen Bauwerks befinden sich an der Nord- und Westwand jeweils Emporen. Als bemerkenswert gilt der Taufstein der Gruhnoer Kirche. Für ihn wurde ein spätromanisches Kelchblockkapitell aus der Zeit um 1230 verwendet, welches sich vermutlich einst im Kloster Dobrilugk befand.
Weitere eingetragene Baudenkmäler in Gruhno sind ein aus dem Jahre 1848 stammendes Wohnhaus in der Gruhnoer Hauptstraße 9 sowie ein Stall- und Wirtschaftsgebäude mit Oberlaubenstall in der Gruhnoer Hauptstraße 13.